# 安娜·梅钦
安娜·梅钦（英語：Anna Machin）是一位英国演化人類學家和考古学家，牛津大学教授，主要作品有《父亲养成指南：当今的父亲角色》（THE LIFE OF DAD: THE MAKING OF A MODERN FATHER）、《什么是爱？》（WHAT IS LOVE?）等。